# Türkiye Korumalı Futbol Ligi
Der Türkiye Korumalı Futbol Ligi (TKFL) ist eine professionelle American-Football-Liga in der Türkei.

## Geschichte
Die Entwicklung des American Football in der Türkei begann 1990. An der Boğaziçi Üniversitesi in Istanbul wurde mit den Boğaziçi Filler („Elefanten“, später in Sultans umbenannt) die erste American-Football-Mannschaft in der Türkei gegründet. 1993 wurde an der Hacettepe-Universität in Ankara die Hacettepe Bullets gegründet (später nach dem Logo der Universität in Red Deers umbenannt). Das erste offizielle Spiel zwischen zwei türkischen Mannschaften wurde 1993 zwischen den Boğaziçi Elephants und Istanbul Pistof ausgetragen. Die Elefanten gewannen dieses Spiel mit 28:0.
Mitte der 1990er Jahre wurde  die Universitätsmannschaften ITU Hornets, Marmara Sharks, METU Falcons, Ankara Cats, Gazi Warriors, Ege Dolphins und Yeditepe Eagles gegründet. Die Spiele zwischen den Mannschaften jedoch teilweise ohne die übliche Ausrüstung ausgetragen. Erst 2001 begannen die Mannschaften, angemessene Ausrüstung zu beschaffen und der American Football in der Türkei nahm eine professionellere Struktur an. Das erste Spiel mit Ausrüstung gewannen die Boğaziçi Sultans 2001 in Ankara gegen die Bilkent Judges mit 34:0.
Am 26. November 2005 wurde schließlich die Türkische American-Football-Liga ins Leben gerufen. Seit der Saison 2007/08 wurde neben der TKFL auch eine Universitätsliga durchgeführt. Im Jahr 2010 gab es mehr als 13 Vereinsmannschaften und mehr als 24 Mannschaften an Universitäten.

## Meister
| Saison | Sieger              | Ergebnis     | Verlierer           | Austragungsort              | Stadt              |
| ------ | ------------------- | ------------ | ------------------- | --------------------------- | ------------------ |
| 2006   | Boğaziçi Sultans    | 30:8         | Ege Dolphins        | İnönü Stadion               | Beşiktaş, İstanbul |
| 2007   | Hacettepe Red Deers | 15:12(OT)    | Gazi Warriors       | Beytepe Campus              | Çankaya, Ankara    |
| 2008   | Hacettepe Red Deers | 20:14(2 OTs) | Gazi Warriors       | Beytepe Campus              | Çankaya, Ankara    |
| 2009   | Boğaziçi Sultans    | 22:20        | Istanbul Cavaliers  | Vefa-Stadion                | Fatih, İstanbul    |
| 2010   | Istanbul Cavaliers  | 18:13        | Gazi Warriors       | Bulvarspor Stadion          | Kartal, İstanbul   |
| 2011   | Gazi Warriors       | 41:38(6 OTs) | Boğaziçi Sultans    | Sakarya Atatürk Stadion     | Adapazarı, Sakarya |
| 2012   | Gazi Warriors       | 47:12        | Hacettepe Red Deers | Cebeci Stadion              | Çankaya, Ankara    |
| 2013   | Boğaziçi Sultans    | 39:23        | METU Falcons        | Ali Durmaz Stadion          | Nilüfer, Bursa     |
| 2014   | Boğaziçi Sultans    | 30:23        | Koç Rams            | Maltepe Hasan Polat Stadion | Maltepe, İstanbul  |
| 2015   | Boğaziçi Sultans    | 10:70        | Koç Rams            | Marmara BESYO Stadion       | Beykoz, İstanbul   |
| 2016   | Koç Rams            | 21:14        | Boğaziçi Sultans    | ITÜ Stadion                 | Sarıyer, İstanbul  |
| 2017   | Koç Rams            | 56:14        | Sakarya Tatankaları | Yusuf Ziya Öniş Stadion     | Sarıyer, İstanbul  |
| 2018   | Koç Rams            | 52:41        | Boğaziçi Sultans    | METU Feld                   | Çankaya, Ankara    |
| 2019   | Koç Rams            | 29:19        | METU Falcons        | Koç Üniversity Feld         | Sarıyer, İstanbul  |
| 2020   | Yeditepe Eagles     | (*)          | (*)                 | (*)                         | (*)                |
| 2022   | Boğaziçi Sultans    | 17:14        | Koç Rams            | Maltepe-Hasan-Polat-Stadion | Maltepe, Istanbul  |
| 2023   | Koç Rams            | 17:14        | Istanbul Bisons     |                             |                    |
| 2024   | Koç Rams            | 10:00        | Izmir Halcyons      |                             |                    |